# Aitarac Laran
Aitarac Laran (Aitarak Laran) ist ein Stadtteil der osttimoresischen Landeshauptstadt Dili im Suco Kampung Alor (Verwaltungsamt Dom Aleixo, Gemeinde Dili).
Das Tetum-Wort „aitarak“ bedeutet „Dorn“. „laran“ heißt das „Innere“, in Abgrenzung zum östlich im Suco Motael gelegenen Stadtteil Aitarak.

## Geographie
Aitarac Laran entspricht in etwa der Aldeia Anin Fuic, in der 486 Menschen im Jahr 2015 lebten. Früher trug auch die Aldeia den Namen des Stadtteils. Aitarac Laranl nimmt den Großteil des Sucos Kampung Alor im Zentrum und im Osten ein. Westlich eines Kanals liegen die beiden kleineren zu Kampung Alor gehörenden Stadtteile Karketu und Moro. Im Osten grenzt Aitarac Laran mit dem Fluss Maloa an den Stadtteil Aitarak, während südlich der Avenida Nicolau Lobato sich der Stadtteil Bairro Pite und nördlich, hinter der Avernida de Portugal, die Küste der Bucht von Dili, mit dem Praia dos Coqueiros befinden.

## Einrichtungen

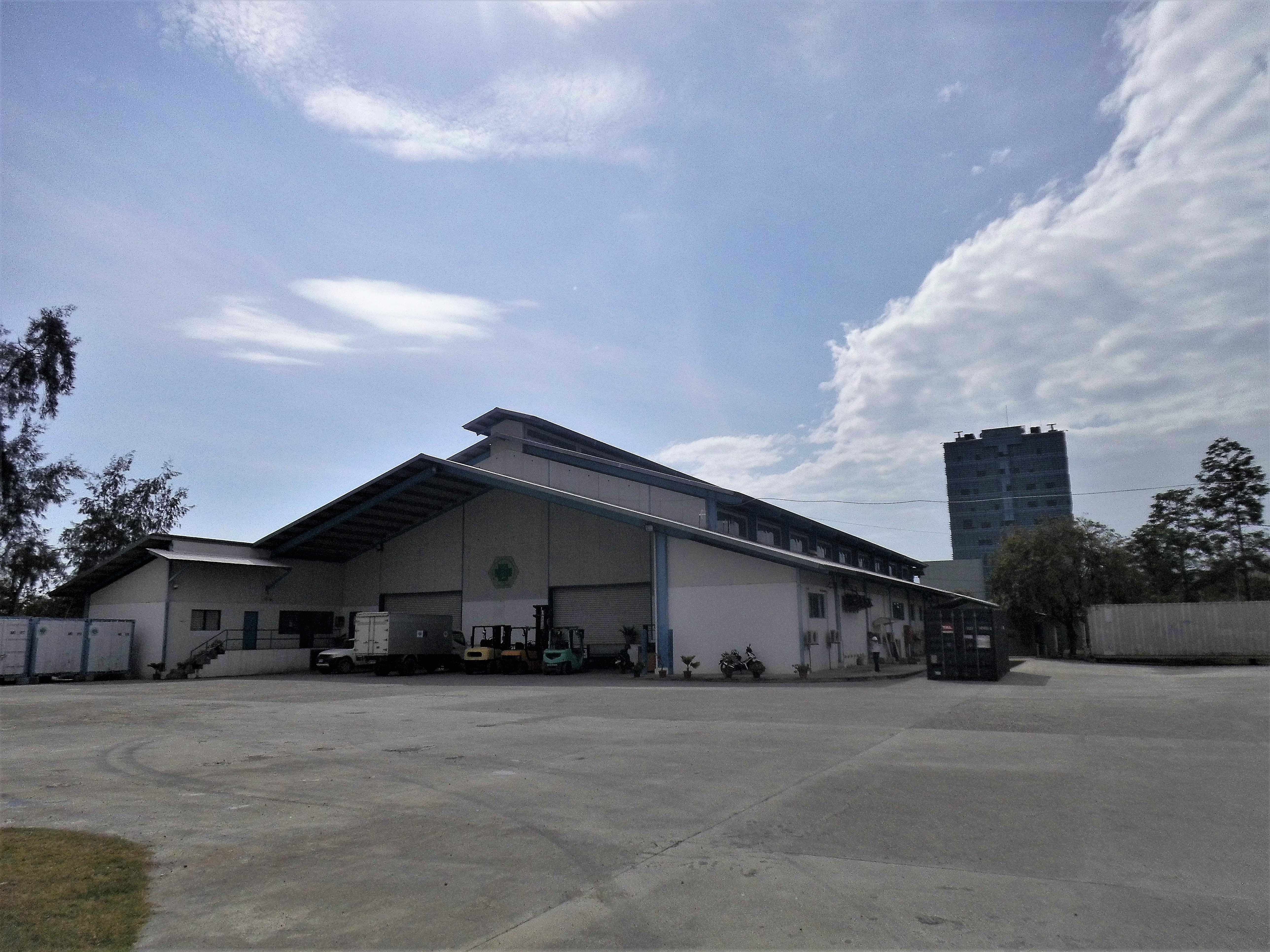
Serviçio Autónomo de Medicamentos e Equipamentos de Saúde (SAMES)

Das auffälligste Gebäude ist das Hochhaus des Finanzministeriums Osttimors, das eines der höchsten des Landes ist. Im Westen haben der Serviçio Autónomo de Medicamentos e Equipamentos de Saúde (SAMES) und die Nationalbibliothek von Osttimor ihren Sitz. An der Avenida de Portugal liegen die Botschaften der Volksrepublik China und Japans.